# Lansier

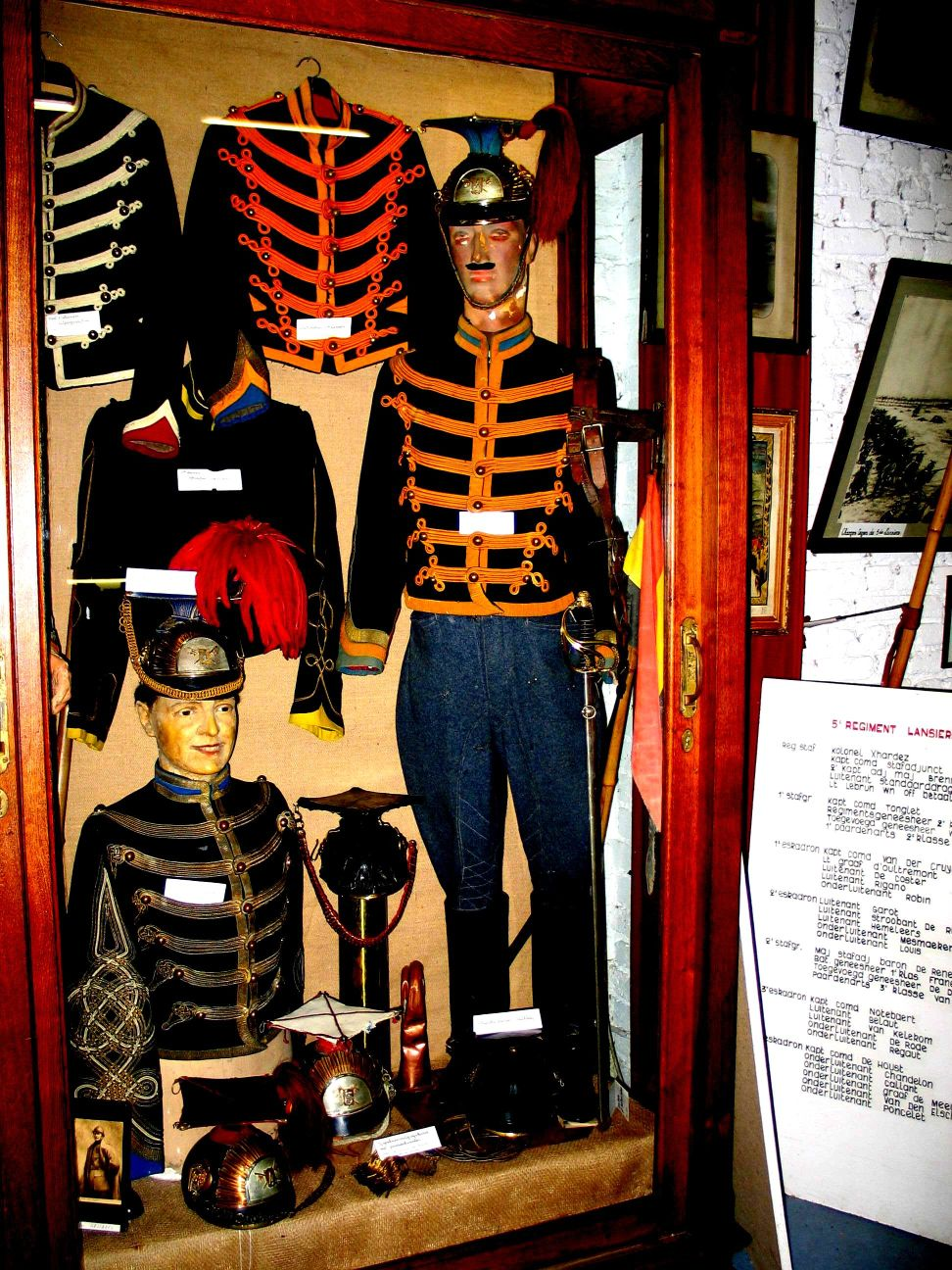
Uniformen van Belgische lansiers, circa 1900

Een lansier is een cavalerist van een lichte eenheid, gewapend met een lans. Meestal droeg hij daarnaast ook een paar pistolen en een gebogen sabel.
Lansiers kwamen vooral voor in het Russische en Poolse leger, maar later werd dit wapen ook in gebruik genomen in andere Europese landen. Zo introduceerde Napoleon tijdens Franse invasie van Rusland verschillende Poolse regimenten lansiers in zijn Grande Armée. Een van deze eenheden werd lid van de Garde, en dit regiment droeg rode uniformen.

## België
Het Belgische leger heeft steeds verschillende eenheden lansiers in haar structuur gekend. Tot aan de vooravond van de Tweede Wereldoorlog waren dit bereden eenheden. Rond 1938 werden de lansiers gemotoriseerd en met lichte tanks uitgerust. Na de bevrijding werden de lansiers opnieuw opgericht als tankbataljons. In de huidige landcomponent blijft nog een eenheid over: het Franstalige 1/3 Regiment Lansiers te Marche-en-Famenne. Het Nederlandstalige 2/4 Regiment Lansiers te Leopoldsburg werd in 2010 ontbonden. Beide eenheden werden in 2007 uitgerust met gepantserde wielvoertuigen.